# Olumide Oworu
Olumide Oworu es un actor, modelo y rapero nigeriano.

## Biografía
Olumide nació el 11 de diciembre de 1994. Asistió al King's College, la Universidad de Lagos y la Universidad Babcock.

## Carrera
Comenzó su carrera como actor a la edad de seis años en la serie de televisión Everyday People. Es conocido por su papel de 'Tari' en The Johnsons. Posteriormente, protagonizó otras series de televisión como The Patriot, The Men In Her Life, Hammer, Stolen Waters y New Son. También interpretó a 'Weki' en la serie "Shuga" de MTV Base, durante la tercera y cuarta temporada. Además, ha sido presentador de televisión.
Por su actuación en la película A Soldier's Story, fue nominado como mejor actor de reparto en los Africa Magic Viewers Choice Awards 2016.
En 2021, protagonizó la película de ciencia ficción Day of Destiny junto a Denola Gray, Norbert Young y Toyin Abraham.

## Filmografía seleccionada
- Everyday people
- A Soldier's Story [11]
- Shuga
- 8 Bars and a clef
- The Johnsons
- The Patriot
- Staying strong
- Hammer
- Day of Destiny[13][12]
- La libreta negra